# Idit Ana Samervil
Idit Ana Inoni Samervil (engl. Edith Anna Œnone Somerville; Krf, 2. maj 1858 — Kasltaunzend, 8. oktobar 1949) bila je irska romansijerka koja se potpisivala kao I. I. Samervil. Pisala je zajedno s rođakom Martinom Ros (Vajolet Martin) pod pseudonimom "Samervil i Ros" te su zajedno napisali četrnaest romana i zbirki priča, od kojih su najpopularniji The Real Charlotte i The Experiences of an Irish R. M., izdan 1899. 
Nakon što je Martin umrla 1915. godine, Samervilova je nastavila pisati pod pseudonimom Samervil i Ros, tvrdeći da je sa svojom partnerkom komunicirala preko spiritističkih seansi.
Idit Samervil je rođena na grčkom ostrvu Krfu kao najstarije od osmoro djece. Obrazovala se u Irskoj, a kasnije je studirala umjetnost u Parizu i Kraljevskoj vestminsterskoj školi umjetnosti u Londonu. Između 1920. i 1938. izlagala je po Dablinu, a bavila se i ilustrovanjem dječjih knjiga. Bila je aktivna i u pokretu za žensko pravo glasa.

## Bibliografija

### Romani napisnai s Vajolet Martin
- An Irish Cousin (1889)
- Naboth's Vineyard (1891)
- In the Vine Country (1893)
- Through Connemara in a Governess Cart (1893)
- The Real Charlotte (1894)
- Beggars on Horseback (1895)
- The Silver Fox (1897)
- Some Experiences of an Irish R. M. (1899)
- A Patrick's Day Hunt (1902)
- All on the Irish Shore (1903)
- Further Experiences of an Irish R.M. (1908)
- Dan Russell the Fox (1911)
- In Mr Knox's Country (1915)

### Samostalni romani
- Irish Memories (1917)
- Mount Music (1919)
- The Big House at Inver (1925)
- The States through Irish Eyes (1930)
- An Incorruptible Irishman (1932)
- The Sweet Cry of Hounds (1936)
- The Death of the Heart (1938)
- Sarah's Youth (1938)
- The Heat of the Day (1949)
- Maria and Some Other Dogs (1949)